# Gobierno y política de Chipre
El gobierno de Chipre se organiza de acuerdo con la Constitución de 1960 que repartió el poder entre las comunidades grecochipriota y turcochipriota.
En 1964, los turcochipriotas se retiraron del gobierno. En 1974, Turquía consiguió el control de la tercera parte del territorio, al norte del país, creando poco después la República Turca del Norte de Chipre.
En 2004 una iniciativa de la Organización de Naciones Unidas (ONU) buscó la entrada del país unificado en la Unión Europea; sin embargo, la negativa de la parte sur no permitió la integración, lo que llevó a que solamente esta parte de la isla ingresara de pleno en la UE.
Tras quince días en el gobierno, el entonces presidente Níkos Anastasiádis aprobó el 16 de marzo de 2013 un rescate bancario para Chipre que incluía una penalización cercana al 7% de los depósitos bancarios, lo cual produjo numerosas reacciones en toda Europa.
Actualmente el independiente Níkos Christodoulídis gobierna el país desde el 28 de febrero de 2023. 